# 国境線上の蟻
『国境線上の蟻』（こっきょうせんじょうのあり）は、BLANKEY JET CITYの2作目のベスト・アルバム。1998年1月21日に東芝EMIからリリースされた。

## 概要
浅井健一ひとりで選曲した未発表曲2曲を含むベスト・アルバム。ジャケットは『SKUNK』の鉛筆画。初回限定盤のみ金色特殊ジャケット。

## 収録曲
1. 水色（未発表曲）
2. PUNKY BAD HIP
3. ICE CANDY
4. 絶望という名の地下鉄
5. クリスマスと黒いブーツ
3rdシングル「冬のセーター」のC/W曲。
6. Bang!
7. 嘆きの白
8. Snow Badge
9. Dynamite Pussy Cats
7thシングル「くちづけ」のC/W曲。
10. SKUNK
11. 悪いひとたち（Live version:at NHK HALL,16.JAN.1994[注 1]）
  - 4thシングル「青い花」のC/W曲、アルバム初収録。
12. 風になるまで
5thシングル。
13. 15才
14. ガソリンの揺れかた
8thシングル。
15. John Lennon（未発表曲）